# Amnisa verticalis
Amnisa verticalis är en insektsart som beskrevs av Melichar 1906. Amnisa verticalis ingår i släktet Amnisa och familjen sköldstritar. Inga underarter finns listade i Catalogue of Life.